# Clubiona interjecta
Clubiona interjecta este o specie de păianjeni din genul Clubiona, familia Clubionidae, descrisă de L. Koch, 1879. Conform Catalogue of Life specia Clubiona interjecta nu are subspecii cunoscute.